# Dancing Queen (溫嵐專輯)
《Dancing Queen》是台灣歌手溫嵐的第六張個人專輯，於2009年10月30日發行。

## 曲目
- CD

1. Intro
2. 廣角美女
3. D.I.S.C.O
4. 愛情沒有對錯
5. 我全都相信
6. 視而不見
7. Everything's Gonna Be All Right - 溫嵐/自由發揮
8. 放開你的頭腦
9. 不要太乖
10. 刺蝟
11. 不要愛上我

- DVD

1. D.I.S.C.O(MTV)
2. D.I.S.C.O舞蹈教學